# 盧克·伯吉斯
盧克·伯吉斯（英語：Luke Burgess；1984年8月20日—）是一位澳大利亞橄欖球運動員。他是澳大利亞國家橄欖球隊的一員，代表澳大利亞參加了2011年世界盃橄欖球賽。